# Майе, Мигель Анхель
Мигель Анхель Майе Нгомо (исп. Miguel Ángel Mayé Ngomo; род. 8 декабря 1990, Эбебьин, Экваториальная Гвинея) — экваториальногвинейский футболист, защитник сборной Экваториальной Гвинеи.

## Клубная карьера
Мигель Ахель начал профессиональную карьеру в клубе «Депортиво Монгомо», проведя сезон в котором, защитник перешёл в «Аконанги».
В 2015 году Майе выступал за «Леонес Вегетарианос», а в начале 2016 года перешёл в «Эстремадуру», выступающую в Терсере.

## Карьера в сборной
После объявления о переносе Кубка африканских наций 2015 из Марокко в Экваториальную Гвинею Мигель был включён в заявку хозяев первенства. А через 3 дня дебютировал в сборной в товарищеской встрече с Кабо-Верде.
На турнире защитник принял участие только в матче за третье место против сборной ДР Конго.